# Willa Hüffera w Łodzi
Willa Hüffera – budynek willowy położony przy ulicy Wólczańskiej 243a w Łodzi, w obrębie parku Skrzywana.

## Historia
Willa zbudowana w latach 1910–1913 dla Wilhelma Hüffera obok Fabryki Wyrobów Dzieżganych i Pończoch. Po wojnie pełniła funkcję budynku administracyjnego Zjednoczonych Zakładów Przemysłu Odzieżowego Wólczanka.
Obiekt secesyjny o nieregularnej bryle, w tym wieżyczka. We wnętrzu budynku znajduje się duży witraż. 